# VALEARA Bochum, Zentrum für Seelische Gesundheit
Die VALEARA KJP Bochum GmbH ist eine Klinik für Kinder- und Jugendpsychiatrie, Psychosomatik und Psychotherapie in Bochum-Linden mit 43 stationären und 20 teilstationären Behandlungsplätzen sowie einer Psychiatrischen Institutsambulanz. Die Klinik gehörte von 1987 bis 2022 zum St. Josefs-Hospital Bochum-Linden, ein Allgemeinkrankenhaus, welches 1885 eröffnet wurde, und zuletzt von 1996 bis 2020 zur Gruppe der Helios Kliniken gehörte. 
Die Klinik für Kinder- und Jugendpsychiatrie, Psychotherapie und Psychosomatik wurde 1987 in einem eigenen Gebäude auf dem Gelände eröffnet. Unmittelbar angrenzend verfügt sie seit 2001 über eigene Pferde und einen Stall zur Durchführung reittherapeutischer Maßnahmen. 
Sie wurde nach Schließung des Haupthauses noch bis Juni 2022 von Helios weiterbetrieben und zum 1. Juli von VALEARA (ehemals ZNS Bottrop) mit allen Mitarbeitern übernommen.
Chefarzt der KJP war von 1987 bis 2009 Bernd van Husen (1944–2019), der danach nach Münster ging. Sein Nachfolger wurde Andreas Richterich, der diese Position weiterhin innehat.